# فينتشلي وغولديرز غرين (دائرة انتخابية في المملكة المتحدة)
فينتشلي وغولديرز غرين  (بالإنجليزية: Finchley and Golders Green)‏ هي إحدى الدوائر الانتخابية في المملكة المتحدة الممثلة في مجلس العموم في برلمان المملكة المتحدة.
عضو البرلمان الذي يمثلها حالياً هو :Dr Rudi Vis (Lab).